# Fokker D.VI
Fokker D.VI – niemiecki samolot myśliwski, zaprojektowany przez Antona Fokkera i Reinholda Platza w 1917 roku w wytwórni lotniczej Fokker w Schwerinie. Zbudowany w krótkiej serii ze względu na konkurencję doskonalszego Fokkera D.VII.

## Historia
Na początek 1918 roku lotnictwo niemieckie zarządziło konkurs na nowe myśliwce, z silnikami rotacyjnymi i rzędowymi; Fokker zaproponował kilka prototypów, z których dwa, napędzane silnikami rotacyjnymi, o oznaczeniu V.13/I i V.13/II były niewielkimi dwupłatami, o konstrukcji kadłuba wywodzącej się z trójpłata Dr.I. Pierwszy napędzany był silnikiem Oberursel U.II (110 KM), drugi – Siemens-Halske Sh.III (160 KM). Samoloty z tym silnikiem (oprócz Fokkera, także Pfalz D.VII) wykazały się świetnymi własnościami lotnymi, ale silnik był jeszcze nie do końca dopracowany i zawodny, co wyeliminowało je z konkurencji. V.13 Fokkera był łatwy w pilotażu, zwrotny, a dzięki zbliżonej konstrukcji do innych maszyn tej firmy – łatwy w naprawie i solidny. Po przejściu bez najmniejszych kłopotów testów wytrzymałościowych w lutym 1918 roku, został przyjęty do uzbrojenia jako nowy myśliwiec z silnikiem rotacyjnym, o oznaczeniu Fokker D.VI. Zamówiono niewielką serię wstępną, a z dalszej produkcji zrezygnowano, koncentrując się na budowie Fokkera D.VII. Gdyby nie to samolot, zwrotny i szybki (na małych wysokościach szybszy od D.VII) byłby zapewne budowany w wielkiej liczbie.

## Użycie w lotnictwie
W lotnictwie niemieckim był wprowadzany do nielicznych jednostek frontowych (m.in. do Jasta 80 i 84), ale większość służyła do szkolenia. 7 samolotów Fokker D.VI było używanych również w lotnictwie austro-węgierskim.

## Opis konstrukcji
Samolot Fokker D.VI był jednomiejscowym samolotem myśliwskim, zbudowanym w układzie dwupłata o grubym profilu płatów, które miały kształt prostokątny. Drewniane płaty były dwudźwigarowe – od krawędzi natarcia do pierwszego dźwigara kryte sklejką, w dalszej części płótnem. Lotki umieszczono tylko na górnym płacie i wyposażono je w kompensację aerodynamiczną. Płat górny i dolny połączono rozpórkami o kształcie odwróconej litery „N”, których zadaniem było zmniejszenie drgań – płaty były zasadniczo wolnonośne i nie potrzebowały innych, zewnętrznych usztywnień. Oba skrzydła były jednoczęściowe, dolne przechodziło przez kadłub, górne podparte nad kadłubem dwiema parami zastrzałów. Kadłub był kratownicowy, spawany z rurek stalowych, pokryty wokół silnika blachami aluminiowymi, w środkowej części, mieszczącej odkrytą kabinę, kryty sklejką, w tylnej płótnem. Stateczniki poziome trójkątne, usterzenie poziome kontynuujące kształt trójkąta, wyważone, z rurek stalowych krytych płótnem; ster kierunku zrównoważony.
Podwozie klasyczne – stałe, amortyzowane sznurem gumowym, z płozą ogonową. Napęd stanowił 110-konny silnik rotacyjny Oberursel U.II, napędzający drewniane dwułopatowe śmigło; w późniejszych maszynach montowano prawdopodobnie silnik Oberursel U.III, o mocy 145 KM.
Uzbrojenie stanowiły dwa karabiny maszynowe LMG 08/15 kal. 7,92 mm – stałe, zsynchronizowane, w górnej części kadłuba.